# Dina Appeldoorn
Christina Adriana Arendina (Dina) Koudijs-Appeldoorn (født 26. december 1884 i Rotterdam - død 4. december 1938 i Haag, Holland) var en hollandsk/jødisk komponist, pianist og lærer.
Appeldoorn studerede komposition på Musikkonservatoriet i Haag hos bl.a. Johan Wagenaar. Hun skrev tre symfonier, orkesterværker, symfoniske digtninge, kammermusik, sange, korværker, en operette etc. Hun var senere klaverlærer på Musikkonservatoriet i Haag. Hun er bedst kendt for sine sange og symfonier. Appeldoorn var også akkompagnatør for forskellige kor i Haag, indtil hun slog fuldt over i en karriere som freelance komponist senere i livet. Hun skrev mange forskellige bestillingsværker til f.eks. Utrechts Kommunale Symfoniorkester, såsom det symfoniske digt Islands fiskere (1912) og Nordsøsymfonien (1925).

## Udvalgte værker
- Symfoni nr. 1 "majsymfoni" (1915) - for sopran, blandet kor og orkester
- Symfoni nr. 2 (1916) - for sopran, blandet kor og orkester
- Nordsøsymfonien (nr. 3) (1924) - for orkester
- Islands fiskere (1912) - for orkester
- Friske blomster (1909) - for sang
- Vandrerens sang (1936) - for sang